# Gilson Lavis
Gilson Lavis (* 27. června 1951) je anglický bubeník a výtvarník. V roce 1977 nahradil dosavadního člena Paula Gunna ve skupině Squeeze. Hrál s ní do roku 1982, následně znovu v letech 1985 až 1992. Se skupinou nahrával již nedlouho po svém příchodu, podílel se i na jejích vůbec prvních nahrávkách (Packet of Three a Squeeze), jejichž producentem byl velšský hudebník a skladatel John Cale. Dále hrál například na albu Argybargy a dalších. Později se stal členem doprovodné skupiny Joolse Hollanda, s nímž působil i v kapele Squeeze. Během své kariéry spolupracoval s mnoha dalšími hudebníky, mezi něž patří například Robert Plant, Amy Winehouse, Tom Jones, Van Morrison a Peter Gabriel. Kromě hudby se věnuje malování portrétů (Paloma Faith, Smokey Robinson, Lily Allen a mnoho dalších).